# أ. بي. لوكاس
أ. بي. لوكاس (بالإنجليزية: A. P. Lucas)‏ (و. 1857 – 1923 م) هو لاعب كريكت بريطاني، ولد في وستمنستر، توفي عن عمر يناهز 66 عاماً.

## التعليم
تعلم في كلية كلير
.

## روابط خارجية
- أ. بي. لوكاس على موقع إي آس بي آن كريك إنفو (الإنجليزية)